# ماهی چشم‌شیشه‌ای
ماهی چشم‌شیشه‌ای (نام علمی: Heteropriacanthus cruentatus) نام یک گونه از تیره تیبرماهیان است.